# Franklin Center
Franklin Center, antigo AT&T Corporate Center, é um dos arranha-céus mais altos do mundo, com 307 metros (1,007 ft). Edificado na cidade de Chicago, Estados Unidos, foi concluído em 1989 com 60 andares para abrigar a sede regional da American Telephone & Telegraph Company (AT&T).